# Islas Kirov
Las islas Kirov (del ruso: Острова Кирова) o archipiélago Sergey Kirov (Aрхипелаг Сергея Кирова), es un archipiélago de pequeñas islas cubiertas de vegetación de tundra localizadas en el mar de Kara, a unos 140 km de la costa de Siberia. 
Este archipiélago, así como su isla más septentrional (Kirova) deben su denominación al miembro del buró político estalinista Sergey Kirov. La isla más grande es Isachenko, con una superficie de 168 kilómetros cuadrados. Esta isla debe su nombre al microbiólogo y botánico ruso Boris Isachenko donde existe una estación experimental (Polyarnaya Stantsiya).
El mar que rodea las islas Kirov está cubierto de hielo con algunas polinias en el invierno y hay muchos témpanos de hielo, incluso en el verano. Este grupo de islas pertenece al krai de Krasnoyarsk, división administrativa de la Federación Rusa. También forman parte de la Gran Reserva Natural del Ártico, la reserva natural más grande de Rusia. Este grupo no debe ser confundido con otras islas Kirov (en ruso: Kirovskiye Ostrova), que se encuentran en el Báltico, cerca de San Petersburgo.